# Sadr ad-din Qunawi
Sadr ad-din Muhammad Qunawi, född 1209, död 1274, muslimsk gnostiker och filosof som levde och verkade i staden Konya i nuvarande Turkiet. Qunawi räknas som den främste av Ibn 'Arabis många lärjungar. Han tillhörde en av Konyas ledande aristokratiska familjer och blev styvson till Ibn 'Arabi efter att denne gift sig med hans mor. Till Qunawis främsta verk hör al-Fukuk som är en kommentar till Ibn 'Arabis Fusus al-hikam.